# PCHA 1921–22
PCHA 1921–22 var den elfte säsongen av den professionella ishockeyligan Pacific Coast Hockey Association och spelades mellan 5 december 1921 och 24 februari 1922.

## Grundserie
Seattle Metropolitans vann PCHS:s grundserie säsongen 1921–22 efter att ha spelat ihop 25 poäng på 24 spelade matcher, en poäng före Vancouver Millionaires och två poäng före Victoria Aristocrats. Vancouver Millionaires center Jack Adams vann poängligan efter att ha gjort 30 poäng på 24 matcher. Victoria Aristocrats ägare och försvarsspelare Lester Patrick fick hoppa in som reservmålvakt under två av lagets matcher sedan den ordinarie målvakten Norman "Hec" Fowler varit tvungen att avtjäna straff i utvisningsbåset för slagsmål.
Vancouver Millionaires vann ligaslutspelets dubbelmöte mot Seattle Metropolitans med målskillnaden 2-0. Därefter besegrade Millionaires Regina Capitals från Western Canada Hockey League i ett dubbelmöte med målskillnaden 5-2 och avancerade till Stanley Cup-final mot Toronto St. Patricks från NHL. Finalserien i bäst av fem matcher gick distansen ut och Toronto St. Patricks stod som segrare efter att ha vunnit den femte och avgörande matchen med 5-1. Jack Adams gjorde sex av Vancouver Millionaires nio mål under finalserien medan Cecil "Babe" Dye gjorde nio av Toronto St. Patricks 16 mål.

### Tabell
M = Matcher, V = Vinster, F = Förluster, O = Oavgjorda, GM = Gjorda mål, IM = Insläppta mål, P = Poäng
|                        | M  | V  | F  | O | GM | IM | P  |
| ---------------------- | -- | -- | -- | - | -- | -- | -- |
| Seattle Metropolitans  | 24 | 12 | 11 | 1 | 65 | 64 | 25 |
| Vancouver Millionaires | 24 | 12 | 12 | 0 | 77 | 68 | 24 |
| Victoria Aristocrats   | 24 | 11 | 12 | 1 | 61 | 71 | 23 |

### Målvaktsstatistik

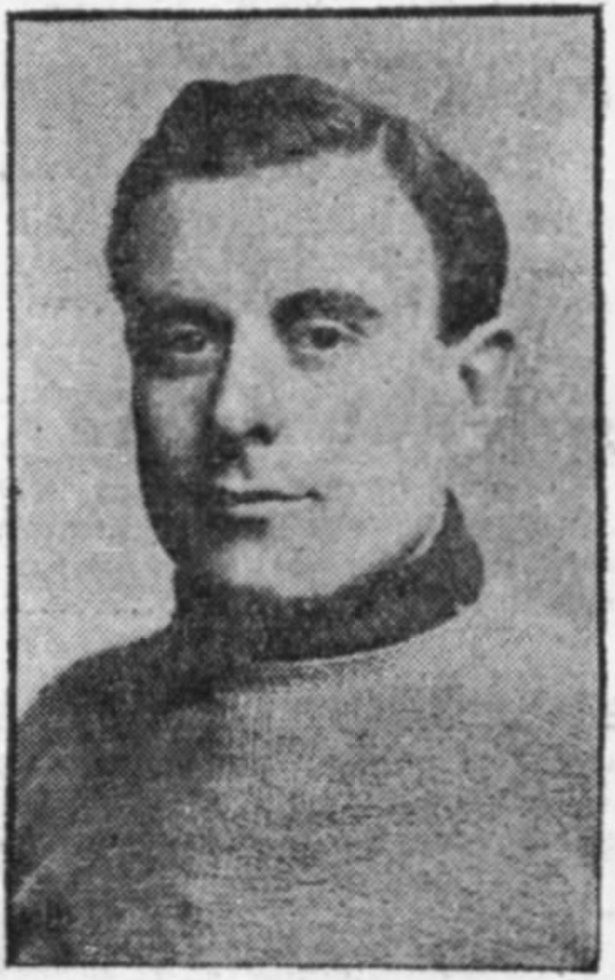
Norman "Hec" Fowler, Victoria Aristocrats.

M = Matcher, V = Vinster, F = Förluster, O = Oavgjorda, SM = Spelade minuter, IM = Insläppta mål, N = Hållna nollor, GIM = Genomsnitt insläppta mål per match
|                     | Lag       | M  | V  | F  | O | SM   | IM | N | GIM  |
| ------------------- | --------- | -- | -- | -- | - | ---- | -- | - | ---- |
| Harry Holmes        | Seattle   | 24 | 12 | 11 | 1 | 1479 | 64 | 4 | 2.60 |
| Hughie Lehman       | Vancouver | 22 | 12 | 10 | 0 | 1325 | 62 | 4 | 2.81 |
| Norman "Hec" Fowler | Victoria  | 24 | 11 | 12 | 1 | 1488 | 70 | 1 | 2.82 |
| Tommy Murray        | Vancouver | 2  | 0  | 2  | 0 | 120  | 6  | 0 | 3.00 |
| Lester Patrick      | Victoria  | 2  | 0  | 0  | 0 | 13   | 1  | 0 | 4.62 |

### Poängligan
|                   | Lag       | Matcher | Mål | Assists | Poäng |
| ----------------- | --------- | ------- | --- | ------- | ----- |
| Jack Adams        | Vancouver | 24      | 26  | 4       | 30    |
| Mickey MacKay     | Vancouver | 24      | 14  | 12      | 26    |
| Frank Fredrickson | Victoria  | 24      | 15  | 10      | 25    |
| Bernie Morris     | Seattle   | 24      | 10  | 14      | 24    |
| Frank Foyston     | Seattle   | 24      | 16  | 7       | 23    |
| Tommy Dunderdale  | Victoria  | 24      | 13  | 6       | 19    |
| Jim Riley         | Seattle   | 24      | 16  | 2       | 18    |
| Eddie Oatman      | Victoria  | 19      | 9   | 6       | 15    |
| Fred Harris       | Vancouver | 23      | 10  | 4       | 14    |
| Art Duncan        | Vancouver | 24      | 5   | 9       | 14    |

## Slutspel

### Stanley Cup
ÖT = Övertid
| Match & Datum | Match & Datum | Vinnande lag           | Resultat | Förlorande lag         | Plats                  |
| ------------- | ------------- | ---------------------- | -------- | ---------------------- | ---------------------- |
| 1             | 17 mars       | Vancouver Millionaires | 4–3      | Toronto St. Patricks   | Arena Gardens, Toronto |
| 2             | 21 mars       | Toronto St. Patricks   | 2–1 ÖT   | Vancouver Millionaires | Arena Gardens          |
| 3             | 23 mars       | Vancouver Millionaires | 3–0      | Toronto St. Patricks   | Arena Gardens          |
| 4             | 25 mars       | Toronto St. Patricks   | 6–0      | Vancouver Millionaires | Arena Gardens          |
| 5             | 28 mars       | Toronto St. Patricks   | 5–1      | Vancouver Millionaires | Arena Gardens          |